# Blis-et-Born
Blis-et-Born är en kommun i departementet Dordogne i regionen Nouvelle-Aquitaine i sydvästra Frankrike. Kommunen ligger i kantonen Saint-Pierre-de-Chignac som tillhör arrondissementet Périgueux. År 2018 hade Blis-et-Born 476 invånare.

## Befolkningsutveckling
Antalet invånare i kommunen Blis-et-Born
Referens:INSEE